# ميخائيل ستيل
ميخائيل ستيل هو سياسي كندي، ولد في 24 يوليو 1861، وتوفي في 1946. انتخب عضو مجلس العموم الكندي.